# Puebla de Alcocer
Puebla de Alcocer ist ein Ort und eine Gemeinde (municipio) mit 1.107 Einwohnern (Stand: 2024) im Nordosten der spanischen Provinz Badajoz in der Autonomen Gemeinschaft Extremadura. 

## Lage
Puebla de Alcocer liegt ca. 130 Kilometer östlich von Mérida in einer Höhe von ca. 525 m in der Sierra de Pela. Die Gemeinde liegt in dem Geflecht der Stauseen Embalse de Orellana und Embalse de Serena. Das Klima im Winter ist gemäßigt, im Sommer dagegen warm bis heiß; die eher geringen Niederschlagsmengen (ca. 535 mm/Jahr) fallen – mit Ausnahme der nahezu regenlosen Sommermonate – verteilt übers ganze Jahr.

## Bevölkerungsentwicklung
| Jahr      | 1970 | 1981 | 1991 | 2001 | 2011 | 2021 |
| Einwohner | 2348 | 1993 | 1654 | 1437 | 1257 | 1174 |

Der deutliche Bevölkerungsrückgang seit den 1950er Jahren ist im Wesentlichen auf die Mechanisierung der Landwirtschaft, die Aufgabe bäuerlicher Kleinbetriebe und den damit einhergehenden Verlust an Arbeitsplätzen zurückzuführen (Landflucht).

## Wirtschaft
Während das Umland über Jahrhunderte in hohem Maße landwirtschaftlich geprägt war und immer noch ist, ließen sich im Ort selbst auch Kleinhändler, Handwerker und Dienstleister aller Art nieder.

## Sehenswürdigkeiten

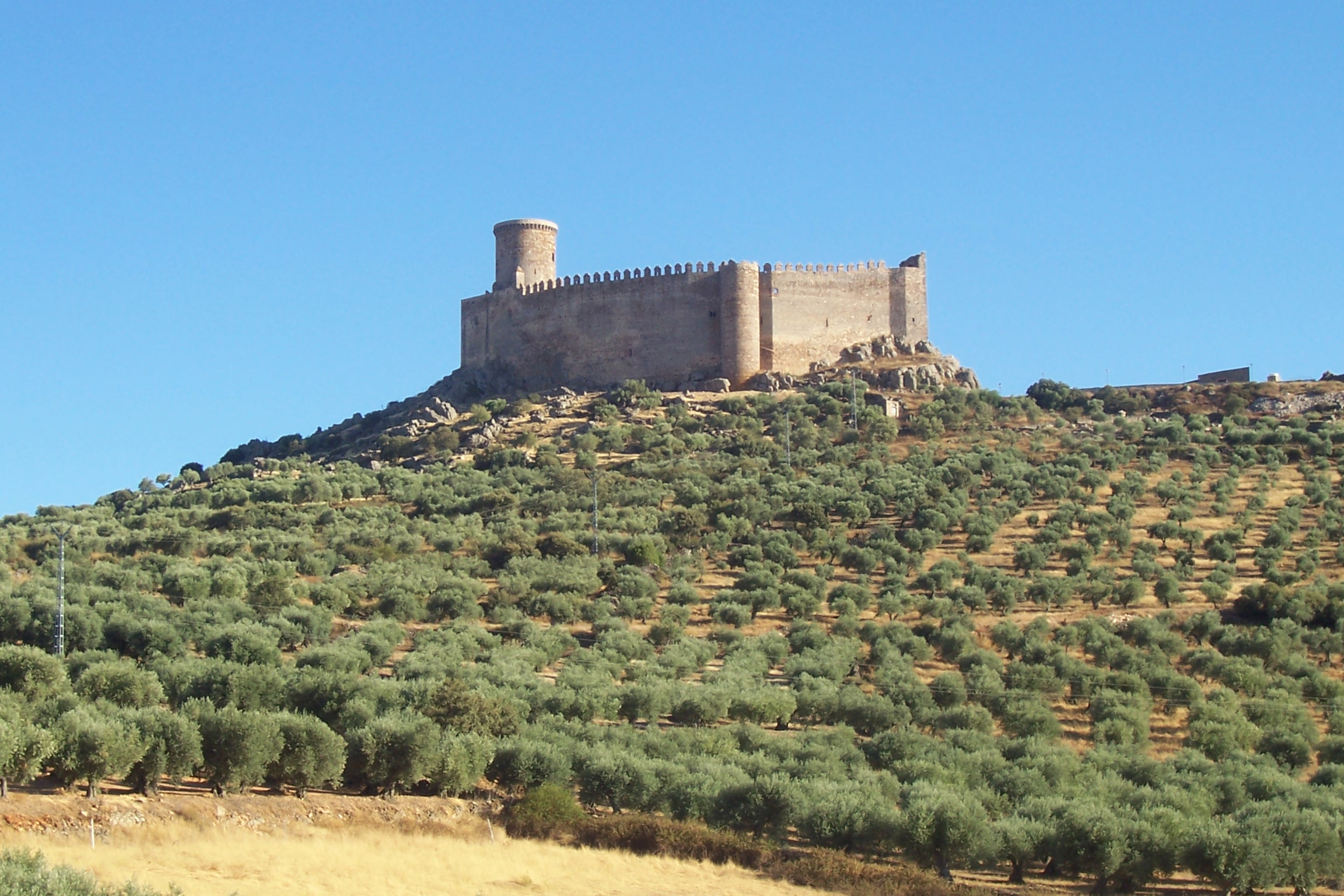
Burg
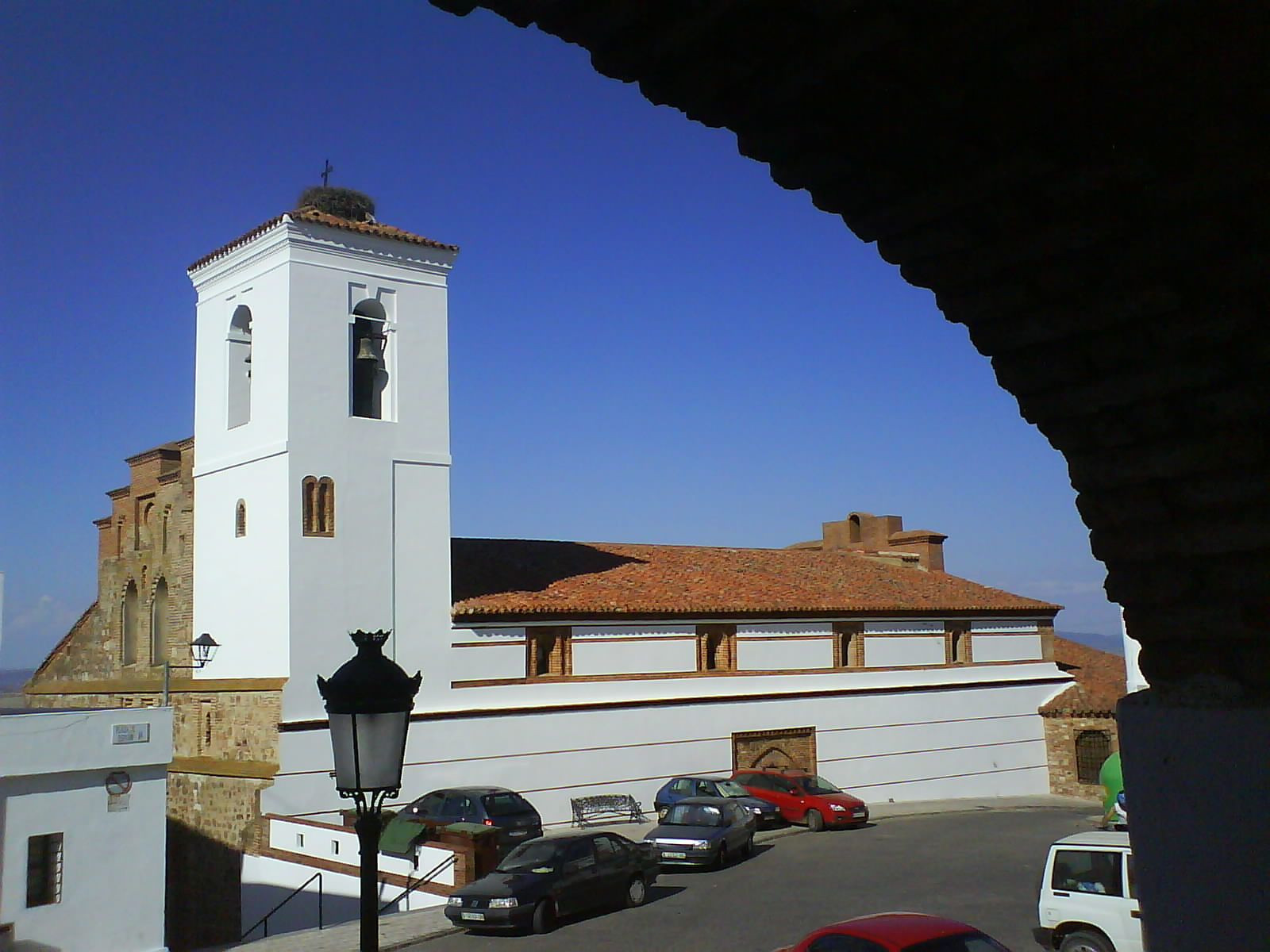
Jakobuskirche

- Jakobuskirche (Iglesia de Santiago Apóstol)
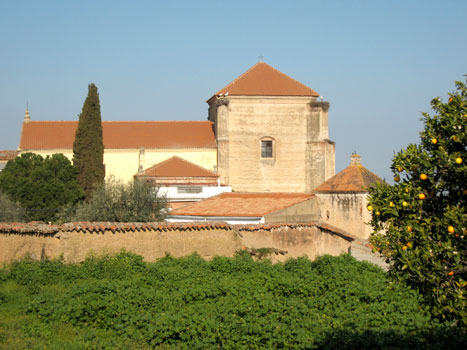
Franziskanerkonvent
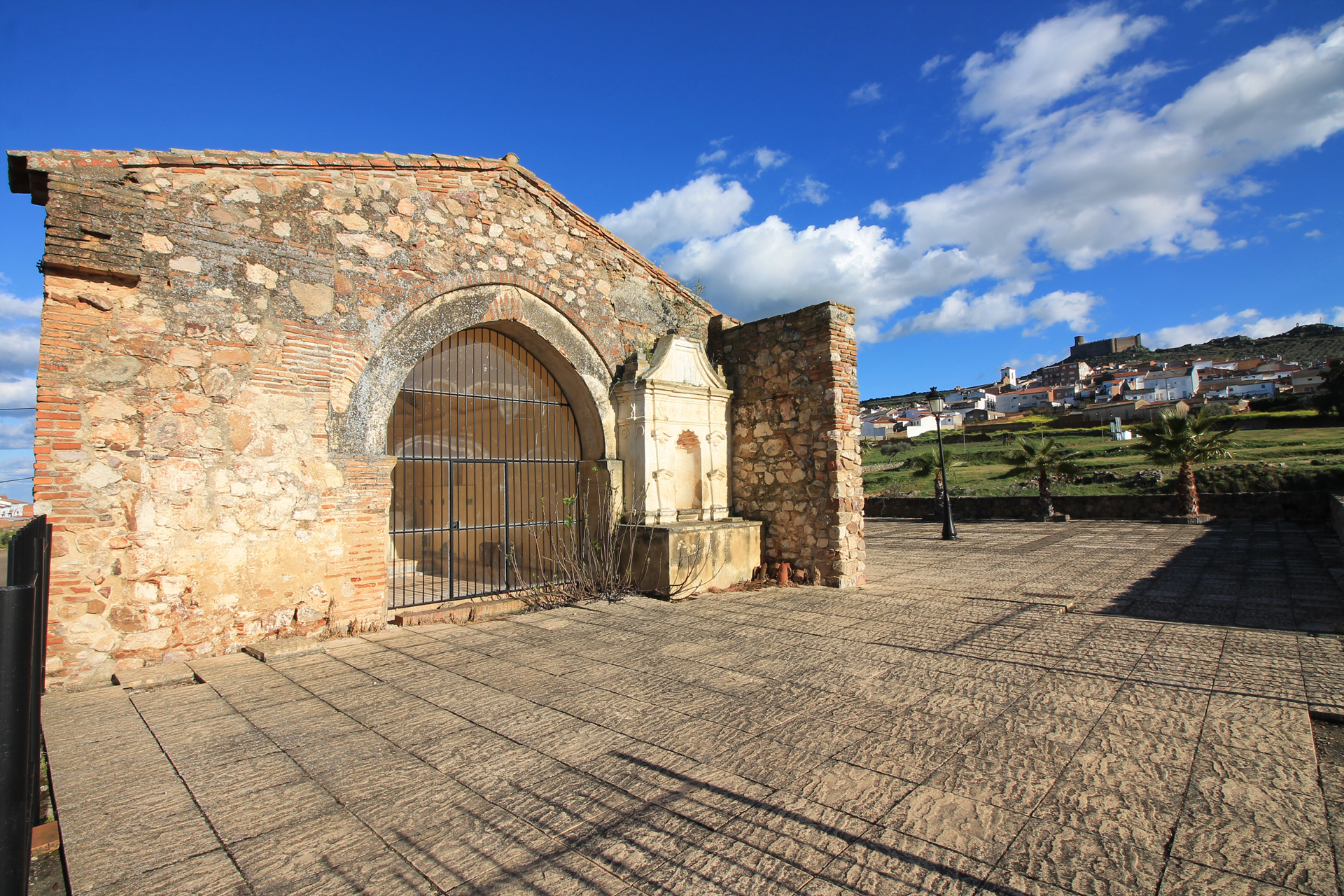
Antoniuskapelle
- Isidorkapelle
- Heimatmuseum
- Palast der Herzöge von Osuna

- Burg
- Jakobuskirche
- Franziskanerkonvent
- Antoniuskapelle